# Gothic Kabbalah
Gothic Kabbalah is een album van de symfonische metalband Therion. Het is een dubbel-cd, en is uitgebracht op 12 januari 2007 door Nuclear Blast.

## Tracklist

### Cd 1
1. Der Mitternachtslöwe
2. Gothic Kabbalah
3. The Perennial Sophia
4. Wisdom and the Cage
5. Son of the Staves of Time
6. Tuna 1613
7. Trul
8. Close up the Streams

### Cd 2
1. The Wand of Abaris
2. Three Treasures
3. Path to Arcady
4. TOF - The Trinity
5. Chains of Minerva
6. The Falling Stone
7. Adelruna Redibiba